# Dunakanyar Vác FC
Dunakanyar Vác FC ist ein ungarischer Fußballverein mit Ursprung in der Stadt Vác am Donauknie (ungar. = Dunakanyar). Der Verein war 1994 Fußballmeister von Ungarn. 2007 fusionierte der Verein mit Újbuda LTC. 2009 löste sich diese Verbindung jedoch wieder auf.
Der Verein wurde am 28. November 1899 als Váci Sportegyesület (dt. Vácer Sportverein) gegründet. In der Hauptsache wurden dort Radfahren, Fechten, Turnen und Tennis betrieben. Das erste Fußballspiel wurde am 24. Mai 1904 gegen Muegyetem FC, eine Universitätsmannschaft aus Budapest, ausgetragen. Das Spiel gegen den seinerzeitigen Zweitligisten wurde mit 0:3 verloren.
Der Verein trägt seine Heimspiele im Vác Város Önkormányzata aus, welches ein Fassungsvermögen von rund 12.000 Zuschauern hat. Die Vereinsfarben sind Rot und Blau.
Unter dem Namen Váci FC Samsung gewann der Verein 1994 die ungarische Meisterschaft. Vor 1926 waren nur Vereine aus Budapest zum Spielbetrieb in der ersten Liga zugelassen. In dieser Zeit gewannen die Vácer in den Jahren 1913 und 1924 Regionalmeisterschaften.
Die Mannschaft ist nach der Saison 2006/07 in die zweite Liga abgestiegen, nachdem erst in der Vorsaison der Wiederaufstieg gelang. Davor spielte Vác von 1987 bis 2000 in der höchsten Spielklasse. Es war die erfolgreichste Periode des Vereins, in der er außerdem zweimal Vizemeister wurde und dreimal das Pokalfinale erreichte. Von 2001 bis 2003 war der Verein drittklassig.
An europäischen Wettbewerben nahm der Vác FC insgesamt fünfmal teil, zuletzt in der Spielzeit 1995/96 am UEFA-Cup. Die Gesamtbilanz: 12 Spiele, 3 Siege, 2 Unentschieden, 7 Niederlagen, 10:24 Tore.

## Titel
Ungarische Meisterschaft: 1994

## Namensänderungen
- 1899: Vác (Váci Városi Sport Egyesület)
- 1948: Vác (Váci Dolgozók Testedző Köre) – nach Vereinigung mit Váci AC (gegr. 1920) und Váci Reménység (gegr. 1922)
- 1951: Vác (Váci Vörös Lobogó Sport Egyesület)
- 1955: Vác (Váci Petöfi Sport Egyesület)
- 1955: Vác (Váci Bástya Sport Egyesület)
- 1957: Vác (Váci Sport Egyesület)
- 1958: Vác (Váci Petöfi Sport Egyesület)
- 1961: Vác (Váci Városi Sport Egyesület)
- 1961: Vác (Váci Vasas Sport Egyesület)
- 1965: Vác (Váci Sport Egyesület)
- 1970: Vác (Váci Híradás Vasas Sport Egyesület)
- 1980: Vác (Váci Izzó Munkás Testedző Egyesület)
- 1987: (Fusion mit Budapesti Vasas Izzó Sport Club)
- 1992: Vác (Vác Futball Club – Samsung)
- 1997: Vác (Vác Futball Club – Zollner)
- 2001: Vác (Váci Városi Labdarúgó Sport Egyesület) – nach Vereinsauflösung und Wiederbegründung
- 2003: Vác (Dunakanyar Vác Futball Club)
- 2007: Vác (Vác Újbuda LTC) – nach Vereinigung mit Újbuda Lágymányosi TC
- 2009: Vác (Dunakanyar Vác Futball Club)

## Spieler
- László Répási (1996)
- Tamás Hajnal (1997)